# Дуб Шашкевича
Дуб Шашке́вича — ботанічна пам'ятка природи місцевого значення в Україні. Розташована в селі Шманьківці Чортківського району Тернопільської області, поблизу православної церкви.
Площа — 0,02 га. Статус отриманий згідно з рішенням Тернопільської обласної ради від 20 серпня 2010 року № 1043. Перебуває у віданні Шманьківської сільської ради.
Статус надано для збереження одного екземпляра вікового дуба.